# Art Institute of Chicago
O Art Institute of Chicago (AIC) é um museu estadunidense de belas artes localizado em Chicago, Illinois, no Grant Park. O AIC possui uma das mais notáveis coleções mundiais do Impressionismo. Sua coleção diversificada inclui obras dos grandes mestres, Arte Americana, arte decorativa europeia e americana, arte asiática e arte moderna e contemporânea. 
Fundado em 1879 é um dos mais antigos e maiores museus de arte dos Estados Unidos. Reconhecido por seus esforços em curadoria pela popularidade entre os visitantes, o museu recebe anualmente cerca de 1,5 milhão de hóspedes. [1] A coleção é administrada por 11 departamentos curadores, é enciclopédica e inclui obras icônicas, como A Sunday on La Grande Jatte de Georges Seurat (1884), The Old Guitarist de Pablo Picasso, Nighthawks de Edward Hopper e American Gothic de Grant Wood. Sua coleção permanente de quase 300 mil obras de arte é aumentada por mais de 30 exposições especiais montadas anualmente que iluminam aspectos da coleção e apresentam pesquisas curatoriais e científicas de ponta.
Como instituição de pesquisa, o Art Institute também possui um departamento de conservação e de conservação da ciência, contando com cinco laboratórios e uma das maiores bibliotecas de história e arquitetura artística do país - as bibliotecas Ryerson e Burnham.
O crescimento da coleção garantiu várias adições ao edifício original do museu de 1893, que foi construído para a Exposição Colombiana Mundial do mesmo ano. A expansão mais recente, a Asa Moderna projetada por Renzo Piano, inaugurada em 2009 e aumentou a área do museu em quase um milhão de metros quadrados. Está associado à School of the Art Institute of Chicago e em tamanho do espaço interno é o segundo maior dos Estados Unidos, perdendo somente para o Metropolitan Museum of Art em Nova Iorque.

## História
Em 1866, um grupo de 35 artistas fundou a Chicago Academy of Design (Academia de Design de Chicago) em um estúdio na Dearborn Street, com a intenção de dirigir uma escola gratuita com uma galeria de arte própria. A organização foi construída por acadêmicos e acadêmicos associados e foi inspirada em galerias de arte europeias, como a Royal Academy. Em março de 1867 foi concedida a autorização de funcionamento.
As aulas começaram em 1868, com frequência diária tinham custo de 10 dólares mensais. O sucesso da Academia permitiu construir uma nova casa para a escola, em um edifício de pedra de cinco andares na Rua 66 West Adams, que abriu em 22 de novembro de 1870.
Em 1871, decorrente do Grande Incêndio de Chicago, o prédio foi destruído e a Chicago Academy of Design se afogou em dívidas. Houve tentativas de continuar a funcionar com instalações alugadas, mas falharam. Em 1878 a Academia tinha uma dívida de 10,000 dólares. Seus membros tentaram recuperar a instituição fazendo negócio com os empresários locais, até que em 1879 alguns desses fundadores decidiram fundar uma nova academia, chamada Chicago Academy of Fine Arts (Academia de Belas Artes de Chicago). Quando, no mesmo ano, a Chicago Academy of Design faliu, a nova Chicago Academy comprou os ativos em leilão. 
Em 1882, a Chicago Academu of Fine Arts mudou de nome para Art Institute of Chicago (Instituto de Artes de Chicago), sua denominação atual., e elegeu seu primeiro presidente, o banqueiro e filantropista Charles L. Hutchinson, que "é indiscutivelmente o indivíduo mais importante para moldar a direção e as fortunas do Art Institute of Chicago".  Hutchinson era diretor de muitas organizações proeminentes de Chicago, incluindo a Universidade de Chicago , e transformou o Art Institute em um museu reconhecido internacionalmente durante sua gestão, que durou até sua morte em 1924. Também em 1882, a organização comprou um lote no canto sudoeste da Michigan Avenue e Van Buren Street por 45.000 dólares. O prédio comercial que existia na área foi usado para a sede e na parte de trás um anexo foi construído para fornecer espaço para a galeria e para também abrigar as instalações da escola. Em janeiro de 1885 os curadores reconheceram a necessidade de fornecer espaço adicional para a crescente coleção da organização e, para esse fim, compraram um lote vazio na parte sul da Michigan Avenue. O prédio comercial foi demolido e o conhecido arquiteto John Wellborn Root foi contratado por Hutchinson para desenhar um prédio que tivesse uma "presença impressionante" na avenida.  As portas foram abertas para uma grande inauguração em 1887.
Com o anúncio da Exposição Colombiana Mundial, que aconteceu entre 1892-93, o Art Institute pressionou por um prédio à beira do lago para ser construído para a feira, mas para também ser usado posteriormente pelo instituto. A cidade concordou, e o edifício foi concluído a tempo para o segundo ano da feira. Os custos de construção foram cobertos com o dinheiro da venda da propriedade Michigan / Van Buren. Em 31 de outubro de 1893, o Instituto entrou no novo prédio. Para a recepção de abertura em 8 de dezembro de 1893, Theodore Thomas e a Chicago Symphony Orchestra se apresentaram. Desde a década de 1900 até a década de 1960, a escola ofereceu com a Família Logan (membros do conselho) a Medalha Logan das Artes, um prêmio que se tornou um dos prêmios mais destacados concedidos aos artistas nos EUA.
Entre 1959 e 1970 o Art Institute foi um dos principais locais na batalha para ganhar arte e fotografia documentária em galerias, sob a curadoria de Hugh Edwards e seus assistentes. 
Como diretor do museu no começo dos anos 1980, James N. Wood conduziu uma enorme expansão da coleção e supervisionou um grande projeto de renovação e expansão das instalações. Como " "um dos líderes de museus mais respeitados do país", conforme descrito pelo The New York Times, Wood criou grandes exposições de obras de Paul Gauguin, Claude Monet e Vincent van Gogh, que estabeleceram recordes de participação no museu. Ele se aposentou do cargo em 2004.
Em 2006, o Art Institute iniciou a construção de "The Modern Wing", um anexo situado na esquina sudoeste de Columbus e Monroe. O projeto, do arquiteto Renzo Piano, premiado com um Pritzker, foi concluído e oficialmente aberto ao público em 16 de maio de 2009. O edifício de 264 mil metros quadrados (24.500 m2) torna o Art Institute o segundo maior museu de arte dos Estados Unidos. O edifício abriga as coleções mundialmente conhecidas do museu de arte do século XX e do século XXI, especificamente a pintura e escultura europeias modernas, arte contemporânea, arquitetura e design e fotografia. Em 2014, o Tripadvisor, site avaliador de viagens, analisou milhões de pesquisas de viajantes e nomeou o Art Institute como o melhor museu do mundo. Permaneceu um dos três principais museus até 2016.
Em abril de 2015, foi anunciado que o museu recebeu talvez o maior presente de arte em sua história. Os colecionadores Stefan Edlis e Gael Neeson doaram uma "coleção que está entre os maiores grupos de arte pop do pós-guerra do mundo já montados". A doação inclui obras de Andy Warhol, Jasper Johns, Cy Twombly, Jeff Koons, Charles Ray, Richard Prince, Cindy Sherman, Roy Lichtenstein e Gerhard Richter. O museu concordou em manter o trabalho doado em exibição durante pelo menos 50 anos.

## Coleção
A coleção do Art Institute of Chicago abrange mais de 5.000 anos de expressão humana de culturas de todo o mundo e contém mais de 300.000 obras de arte em 11 departamentos de curadores. O museu possui obras de arte que vão desde impressões japonesas iniciais e arte do Império Bizantino até a arte americana contemporânea. É principalmente conhecido por uma das melhores coleções de pinturas produzidas na cultura ocidental dos Estados Unidos.

### Arte africana e arte indiana das Américas
As coleções de arte africana do Art Institute e de arte indiana das Américas estão em exibição em duas galerias na extremidade sul do edifício da Michigan Avenue. A coleção africana inclui mais de 400 obras que abrangem o continente, destacando cerâmicas, roupas, máscaras e jóias. 
A coleção ameríndia inclui arte nativa norte-americana e obras mesoamericanas e andinas. Da cerâmica ao têxtil, a coleção reúne uma grande variedade de objetos que procuram ilustrar os focos temáticos e estéticos da arte abrangendo as Américas.

### Arte americana
A coleção de arte americana do Art Institute contém algumas das obras mais conhecidas do cânone americano, incluindo os Nighthawks, de Edward Hopper, American Gothic, de  Wood, e o The Child's Bath, de Mary Cassatt. A coleção varia de prata colonial a pinturas modernas e contemporâneas.
Nighthawks foi originalmente comprado pelo museu em 1942 por 3.000 dólares, sua aquisição "lançou" a pintura em "imenso reconhecimento popular".Nighthawks é talvez a pintura mais famosa de Hopper, bem como uma das imagens mais reconhecíveis na arte americana. O American Gothic está na coleção do museu desde 1930 e saiu da América do Norte pela primeira vez em 2016, em um empréstimo. A pintura de Wood retrata o que chamou de "o casal mais famoso do mundo", um obstinado, severo, americano rural, pai e filha. Entrou em um concurso no Art Institute em 1930, e embora não tenha sido o favorito, ganhou medalha e foi adquirido pelo museu .

### Ancestral e Bizantina
A coleção antiga do Art Institute abrange quase 4.000 anos de arte e história, apresentando esculturas, mosaicos, cerâmicas, jóias, vidro e bronze egípcios, gregos, etruscos, romanos e egípcios, bem como uma coleção robusta e bem conservada de moedas antigas. Existem cerca de 5.000 obras na coleção, oferecendo um cenário abrangente do mundo mediterrâneo antigo e medieval, começando com o terceiro milênio do século XX e estendendo-se ao Império Bizantino . A coleção também contém o Coffin and Mummy Case of Paankhenamun.

### Arquitetura e Design
O Departamento de Arquitetura e Design possui mais de 140 mil obras, desde modelos até desenhos da década de 1870 até o presente. A coleção cobre a arquitetura paisagística, engenharia estrutural e design industrial, incluindo as obras de Frank Lloyd Wright, Ludwig Mies van der Rohe e Le Corbusier.

### Arte asiática
A coleção asiática do Art Institute cobre cerca de 5.000 anos, incluindo importantes obras e objetos da China, Coréia, Japão, Índia, Sudeste Asiático e Oriente Próximo. Há 35.000 objetos na coleção, exibindo bronzes, cerâmicas e jades, bem como têxteis, telas, gravuras em madeira e esculturas. Uma galeria em particular tenta imitar a maneira tranquila e meditativa em que as telas japonesas são tradicionalmente vistas.

### Artes decorativas europeias
A coleção de artes decorativas europeias do Instituto de Arte inclui cerca de 25 mil objetos de mobiliário, cerâmica, metal, vidro, esmalte e marfim de 1100 a.C até o presente. O departamento contém os 1.544 objetos da coleção de papelão de Arthur Rubloff e os 68 quartos miniatura de Thorne - uma coleção de interiores miniaturizados de uma escala de 1:12 mostrando estilos de arquitetura e móveis americanos, europeus e asiáticos desde a Idade Média até a década de 1930 (quando os quartos foram construídos). Tanto os Paperweight quanto os Thorne Rooms estão localizados no piso térreo do museu.

### Pintura e escultura europeias
O museu é mais famoso por sua coleção de pinturas impressionistas e pós-impressionistas, amplamente considerada como uma das melhores coleções fora da França. Os destaques incluem mais de 30 pinturas de Claude Monet, incluindo seis de suas Fardas e uma série de Lírios de Água. Também na coleção estão obras importantes de Pierre-Auguste Renoir, como Two Sisters (No terraço) e Paris Street; Dia chuvoso, de Gustave Caillebotte's . As obras pós-impressionistas incluem o Cesto de Maçãs de Paul Cézanne e Madame Cézanne em uma cadeira amarela. O Moulin Rouge de Henri de Toulouse-Lautrec é outro destaque. A obra-prima pontillista, que também inspirou um musical e foi famosa em Ferris Bueller's Day Off, o Sunday Afternoon on La Grande Jatte - 1884, é exibido de forma proeminente. Além disso, os Bathers de Henri Matisse por um rio, é um exemplo importante de seu trabalho. Os destaques das pinturas não-francesas da coleção impressionista e pós-impressionista incluem "Quarto de Arles" de Vincent van Gogh e seu Auto-retrato, 1887. 
A coleção também inclui as obras de Arte, Armas e Armaduras Medievais e Renascentistas e três séculos de obras dos Antigos Mestres. 

### Arte moderna e contemporânea
A coleção de arte moderna e contemporânea do museu foi aumentada significativamente quando os colecionadores Stefan Edlie e Gael Neeson doaram 40 obras para o departamento em 2015. O Old Guitarist de Pablo Picasso, Bathers by a River de Henri Matisse, o Golden Bird de Constantin Brâncuşi e o Time Transfixed de René Magritte são destaques das galerias modernas, localizadas no terceiro andar da Asa Moderna. A instalação contemporânea, localizada no segundo andar, contém obras de Andy Warhol, Cindy Sherman, Cy Twombly, Jackson Pollock, Jasper Johns e outros importantes artistas contemporâneos.

### Fotografia
O Instituto de Arte não estabeleceu oficialmente uma coleção de fotografia até 1949, quando a Georgia O'Keeffe doou uma parcela significativa da coleção de Alfred Stieglitz ao museu. Desde então, a coleção do museu cresceu para cerca de 20 mil obras abrangendo a história do artform desde a sua criação em 1839 até o presente.

### Impressões e desenhos
Com 11.500 desenhos e 60.000 impressões, a coleção de impressões e desenhos varia de obras do século 15 ao contemporâneo. A coleção contém um grupo forte das obras de Albrecht Dürer, Rembrandt van Rijn, Francisco Goya e James McNeill Whistler. Porque os trabalhos em papel são sensíveis à luz e se degradam rapidamente, eles estão em exibição com pouca frequência, a fim de mantê-los em boas condições o maior tempo possível.

### Têxteis
O Departamento de Têxteis tem mais de 13.000 têxteis e 66.000 amostras no total, cobrindo uma variedade de culturas de 300 aC. para o presente. Desde artesanato inglês e vestuário japonês até colchas americanas, a coleção apresenta um grupo diversificado de objetos, incluindo obras contemporâneas e arte de fibras.

## Arquitetura
O Instituto de Arte do Edifício de Chicago (estrutura construída em 1893 como Edifício Auxiliar do Congresso Mundial) abriga o Instituto de Arte de Chicago e é parte do Chicago Historic Landmark Historic Boulevard District, na área da comunidade Loop de Chicago, Illinois. O prédio está localizado em Grant Park, no lado leste da Michigan Avenue, e marca o terceiro endereço do Art Institute. O edifício foi construído para o propósito conjunto de acomodar a Exposição Colombiana de 1893 e, posteriormente, o Art Institute. O núcleo do complexo atual, localizado em frente a Adams Street, foi oficialmente aberto ao público em 8 de dezembro de 1893, e foi renomeado como o Edifício Allerton em 1968.
Houve várias adições de construção ao longo dos anos. A adição mais recente é a Asa Moderna financiada em parte por Pat Ryan. Este novo edifício aumenta o espaço da galeria em 33% e acomoda novas instalações educacionais. Foi aberto ao público em 16 de maio de 2009.
O prédio atual é um edifício clássico de Beaux-Arts, de Shepley, Rutan e Coolidge de Boston, Massachusetts. O Fullerton Auditorium e a Ryerson Library foram adicionados ao edifício em 1898 e 1901, respectivamente . O prédio é composto por 273 galerias que totalizam 56.200 mil metros quadrados (52.200 m2). O edifício tem uma grande fachada renascentista italiana com uma seção central de 5 baías que se projeta para a frente das asas de 7 alas de cada lado. A lounge de entrada é coberto por três grandes arcos palladianos que são separados por meio de colunas corinthianas.
A famosa entrada ocidental também é protegida por duas estátuas de leão de bronze criadas por Edward Kemeys. Os leões foram revelados em 10 de maio de 1894, cada um pesando mais de duas toneladas. O escultor deu-lhes nomes não oficiais: o leão sul é "está desafiando", e o leão norte está "à espreita". Quando uma equipe de esportes de Chicago joga nos campeonatos de sua respectiva liga (ou seja, o Super Bowl ou Stanley Cup Finals, e não os playoffs inteiros), os leões são freqüentemente vestidos com o uniforme dessa equipe. As grinaldas verdes são colocadas ao redor de seus pescoços durante a temporada de Natal.
A entrada leste do museu é marcada pelo arco de pedra que dá entrada para a antiga bolsa de valores de Chicago. Desenhado por Louis Sullivan em 1894, a Bolsa foi derrubada em 1972, mas as partes recuperadas da sala de comércio original foram trazidas para o Art Institute e reconstruídas.
O prédio do Art Institute possui trilhos de estrada-de-ferro ao ar livre. Duas histórias do espaço da galeria conectam os edifícios leste e oeste enquanto as linhas Metra Electric e South Shore operam abaixo. O nível mais baixo do espaço da galeria era antigamente o salão Gunsaulus sem janelas, mas agora abriga as galerias de Alsdorf apresentando a arte indiana, do Sudeste Asiático e do Himalaia. Durante a renovação, foram adicionadas janelas voltadas para o norte em direção ao Millennium Park. O espaço da galeria foi projetado por Renzo Piano em conjunto com seu design da Asa Moderna e possui a mesma exibição de janela usada lá para proteger a arte da luz solar direta. O nível superior anteriormente era ocupado pelas modernas galerias europeias, mas foi renovado em 2008 e agora possui galerias impressionistas e pós-impressionistas.

### Livraria
Localizada no subterrâneo do museu, está a livraria Ryerson & Burnham. Sua coleção passa por todos os períodos da história da arte, mas é conhecida pela extensa quantidade de livros de arquitetura do século XVIII ao século XX, servindo como apoio para os funcionários do museu, os estudantes da universidade, além de ser aberta para o público em geral. Grupos de apoio também oferecem eventos e um tour especial para seus membros. 

### Ala de arte moderna
Em 16 de maio de 2009, o instituto abriu uma asa moderna – a maior expansão na história do museu. Os 24,500 m² adicionais, desenhados pelo arquiteto italiano Renzo Pianos faz do local o segundo maior museu nos Estados Unidos. A nova ala abriga a coleção de arte moderna do museu realizada na Europa no começo do século XX – como “O Velho Guitarrista Cego”, de Pablo Picasso. Em sua coleção de arte surrealista, eles contam com a maior exibição de obras do artista norte-americano Joseph Cornell (37 caixas e colagens).
Além disso, eles contam com uma parte para arte contemporânea realizada após 1960; fotografias; vídeos; galerias de arquitetura e design; lojas e salas de aula, restaurantes e cafés que dão vista ao Millennium Park – célebre parque em Chicago – de terraço. Em 2009, a nova repartição ganhou o prêmio de inovação da cidade.

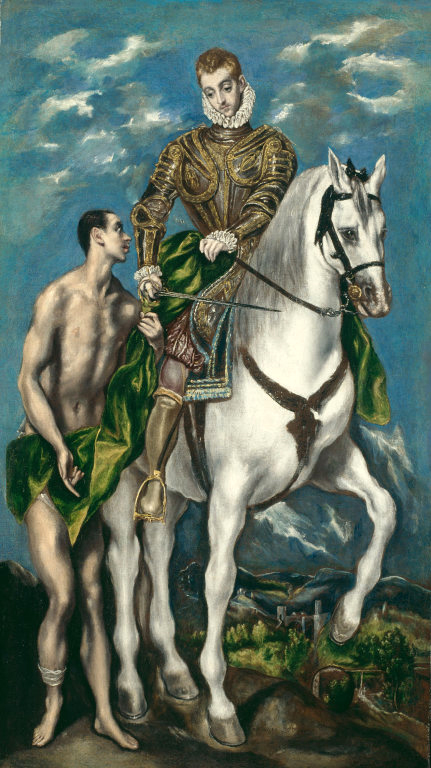
El Greco, c. 1597-1600
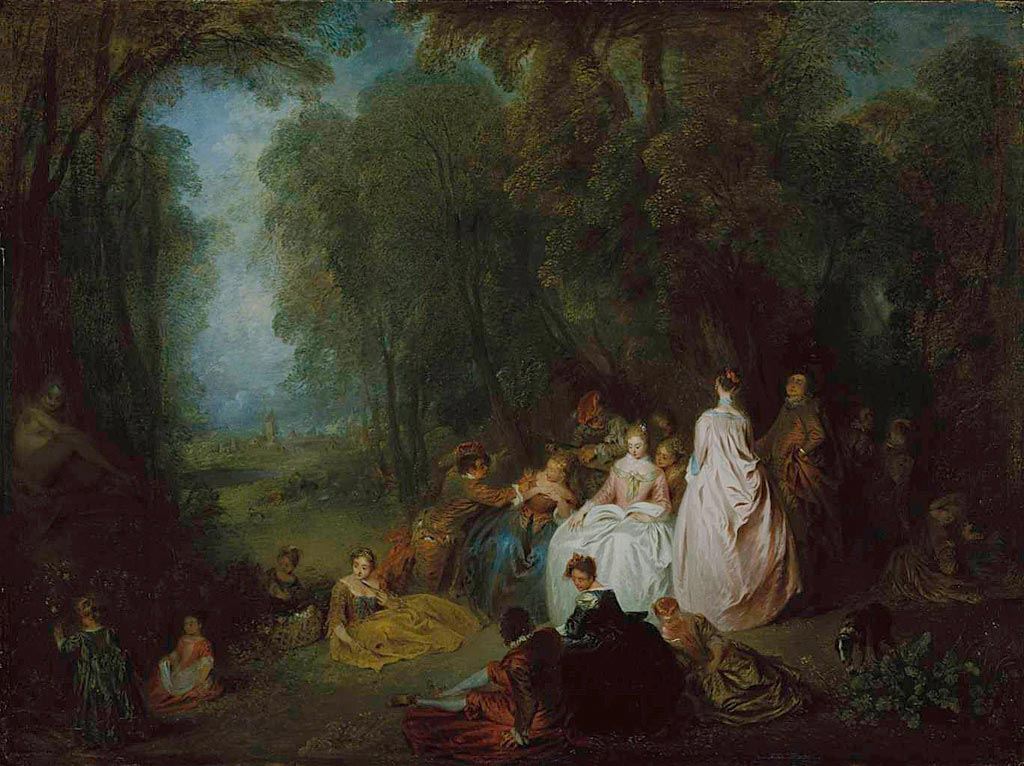
Antoine Watteau, 1718-1721
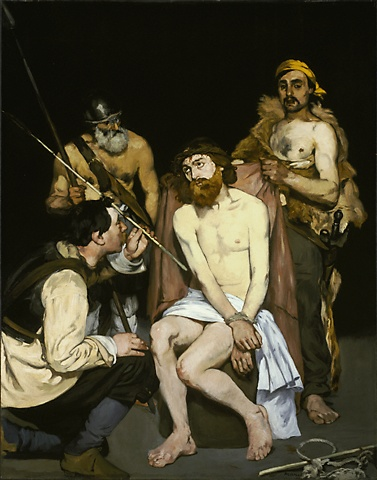
Édouard Manet, 1864-1865
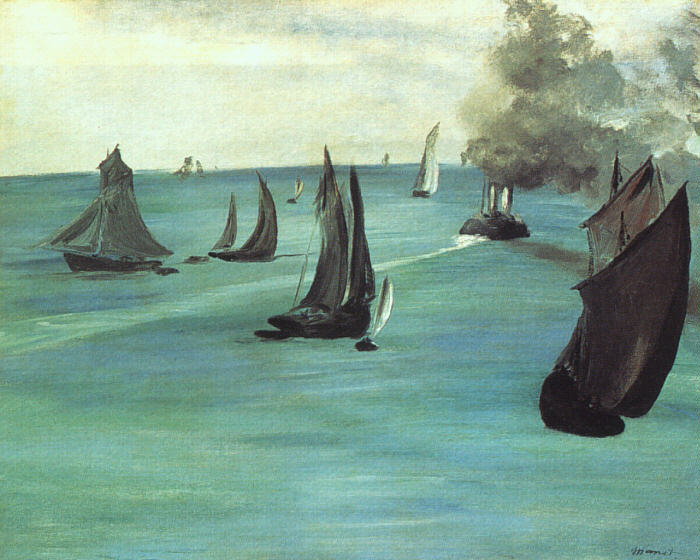
Édouard Manet, 1864-1865
Edward Hopper,  1882-1967
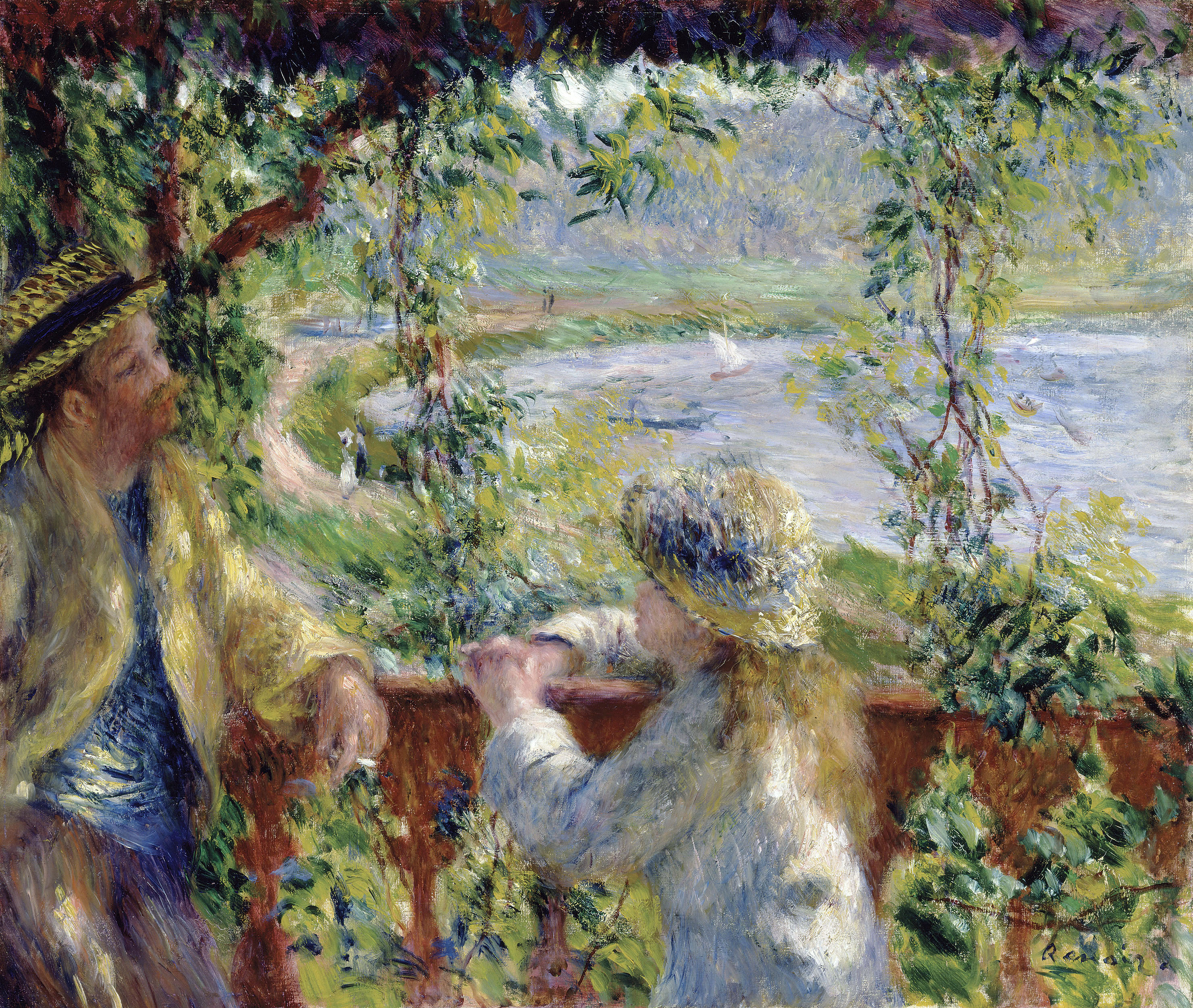
Pierre-Auguste Renoir, 1880
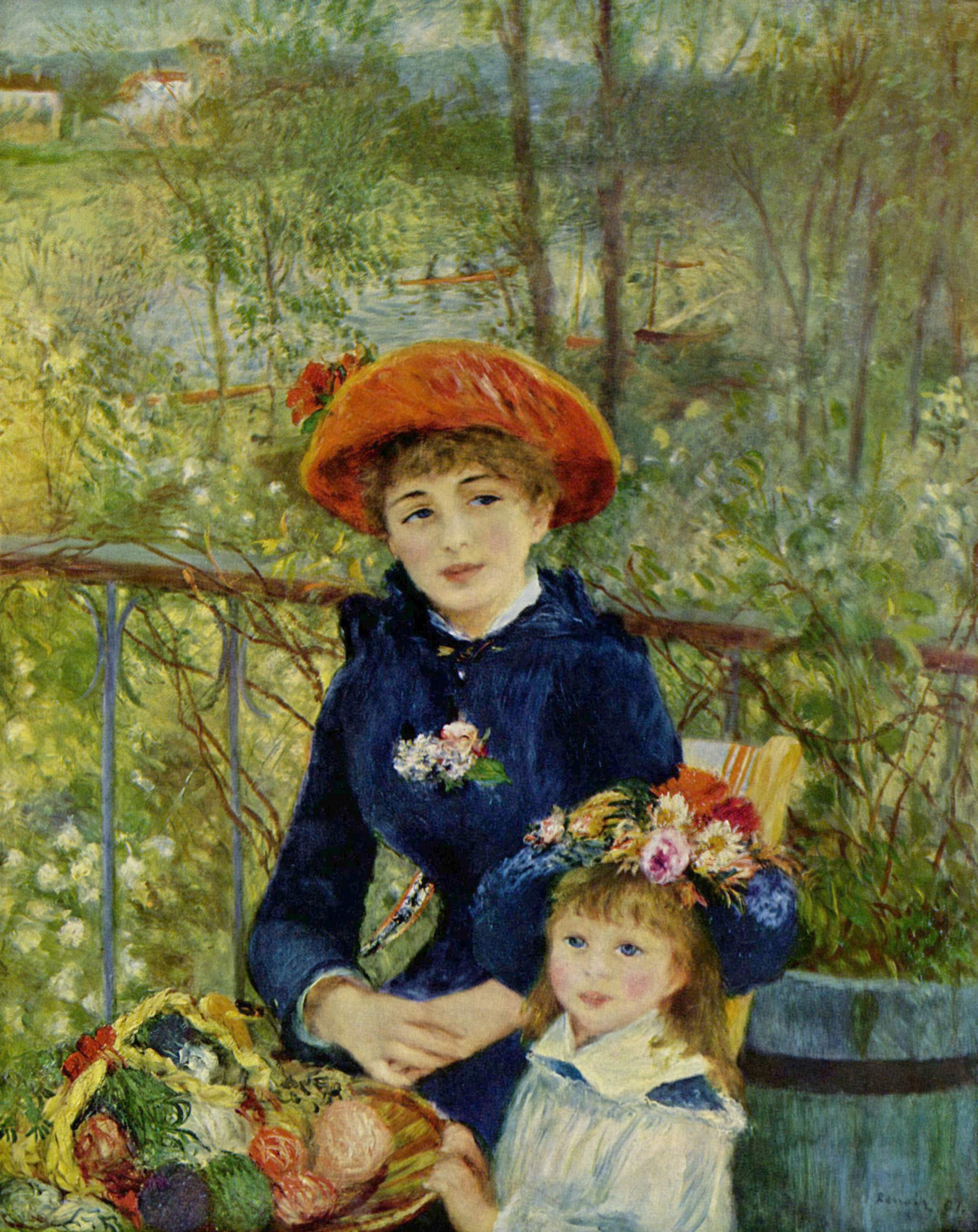
Pierre-Auguste Renoir, 1881
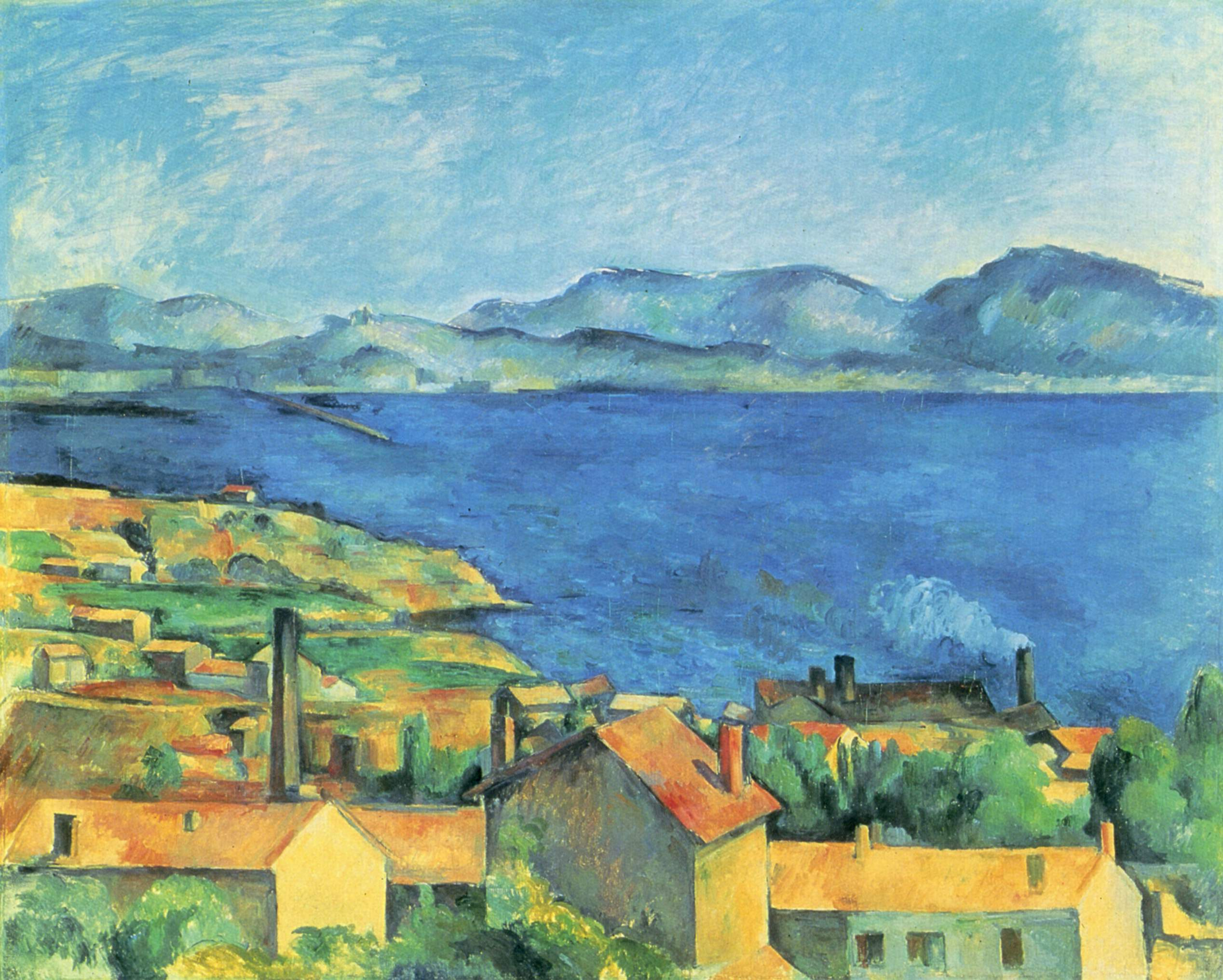
Paul Cézanne, 1885
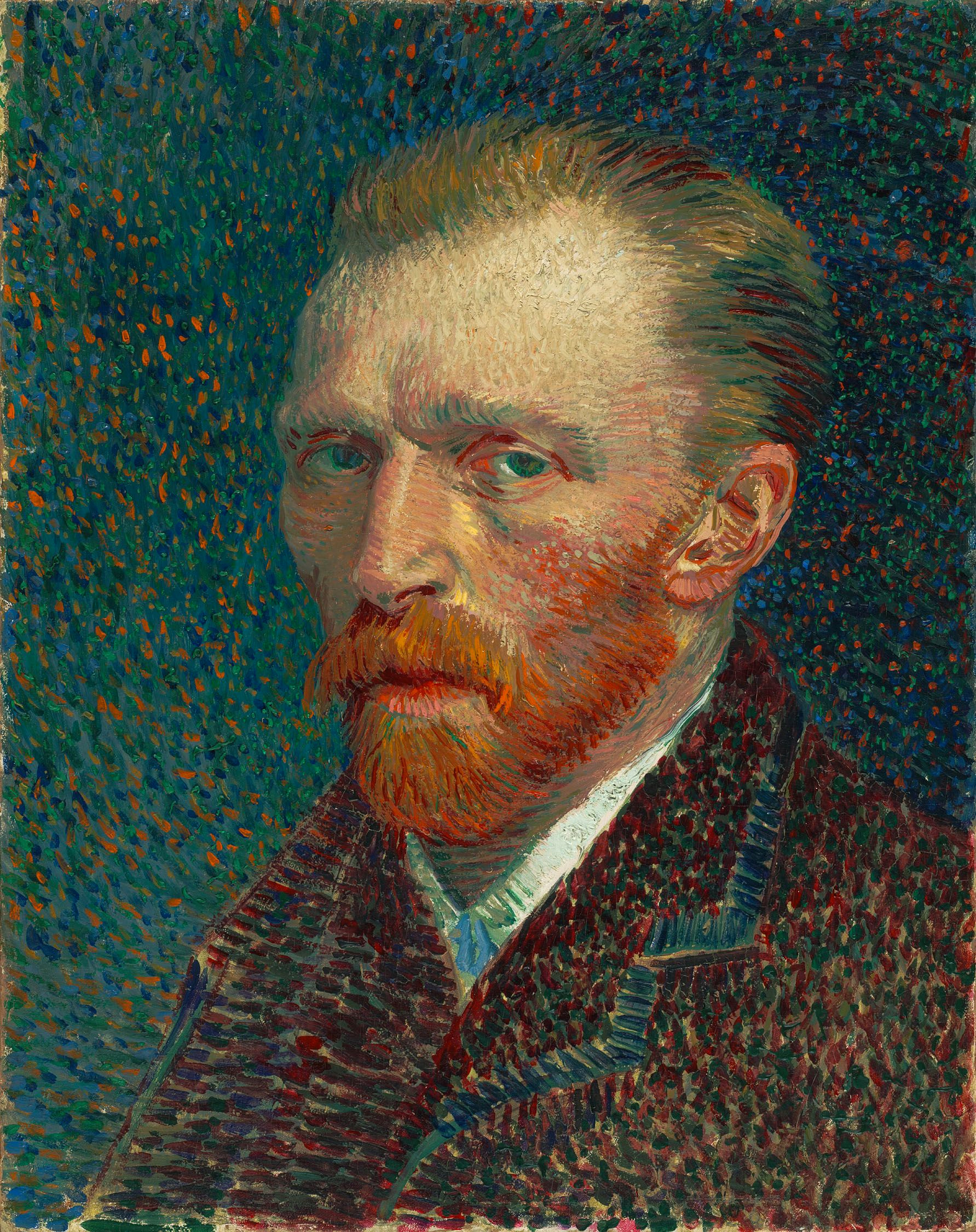
Vincent Van Gogh, 1887
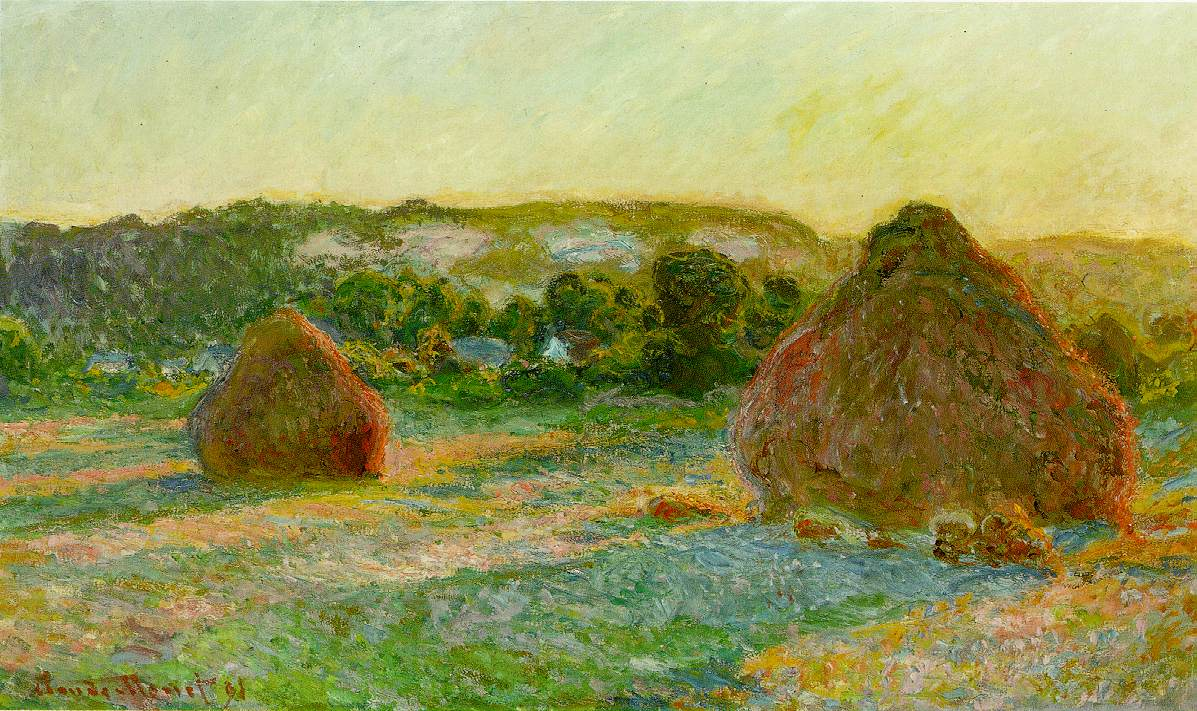
Claude Monet 1890-1891
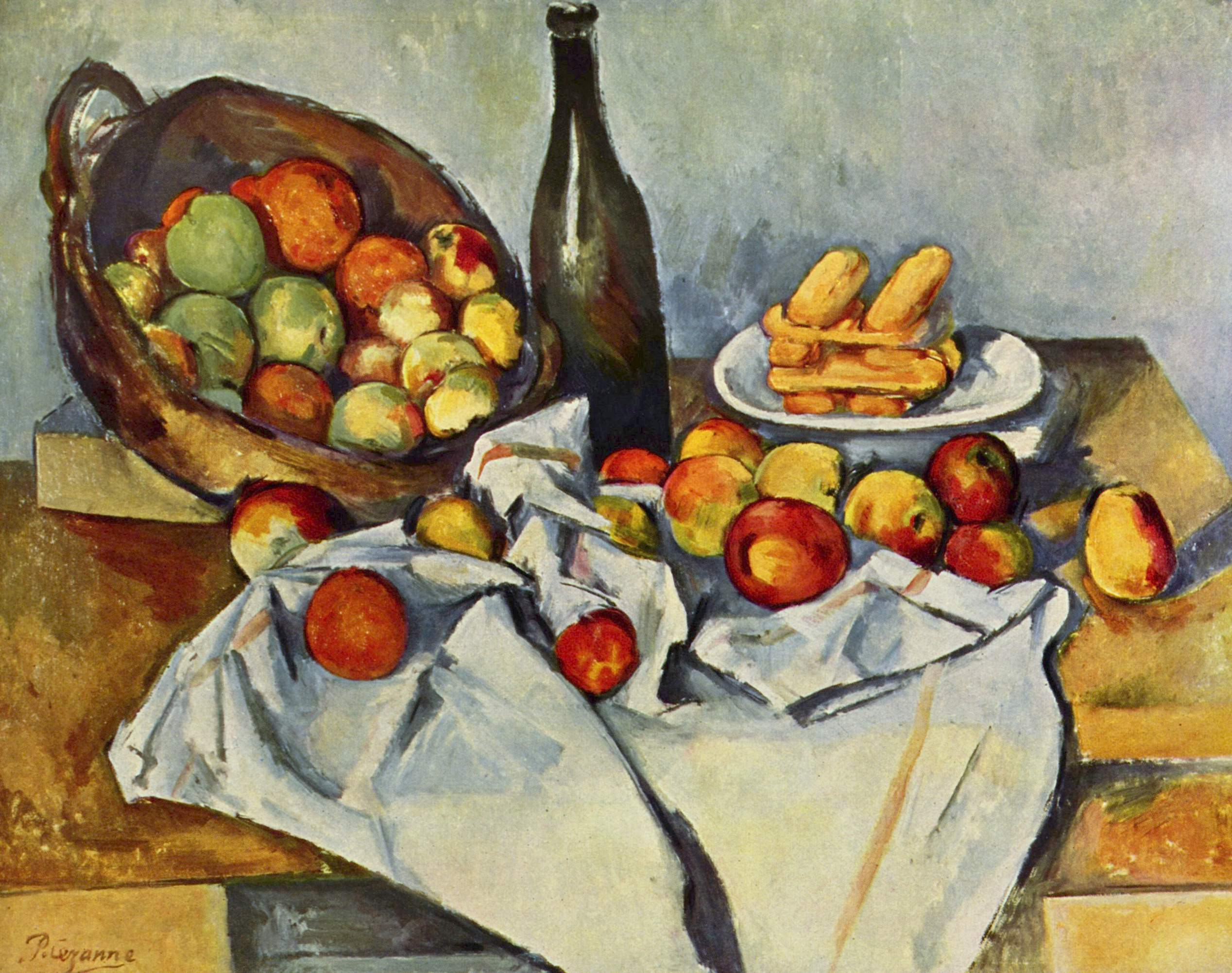
Paul Cézanne c.1890s
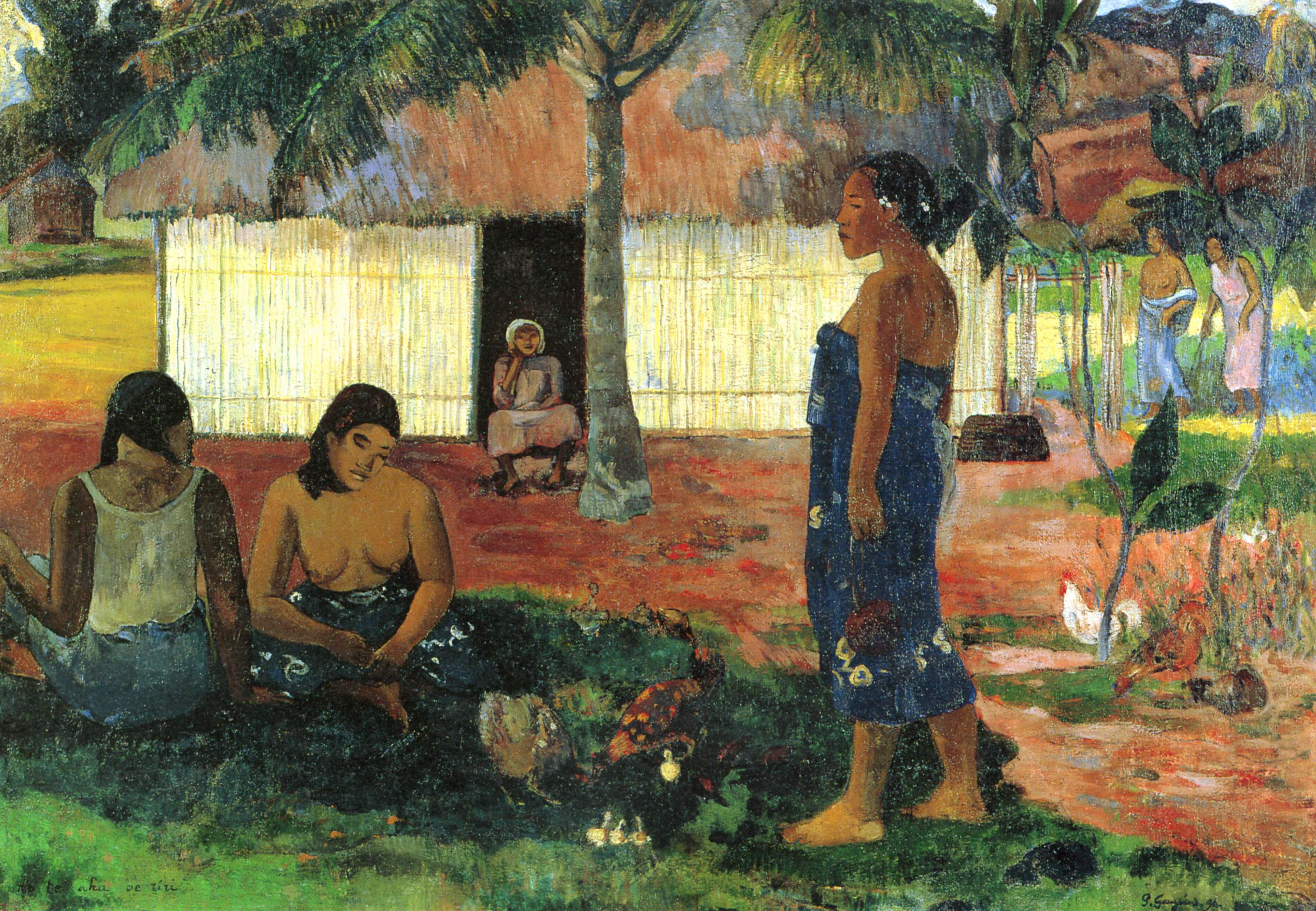
Paul Gauguin, 1896
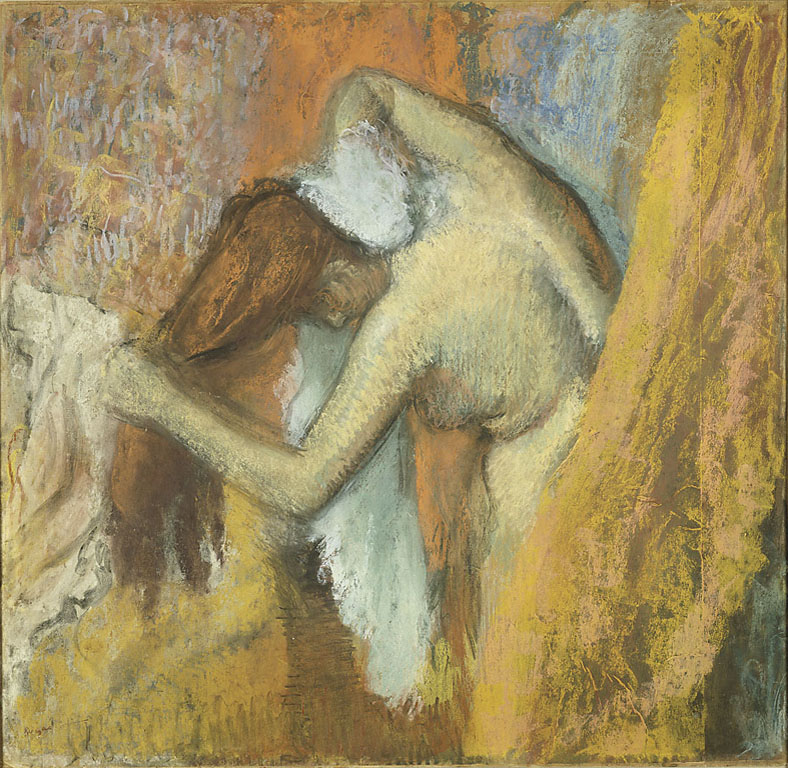
Edgar Degas, c. 1900-1905
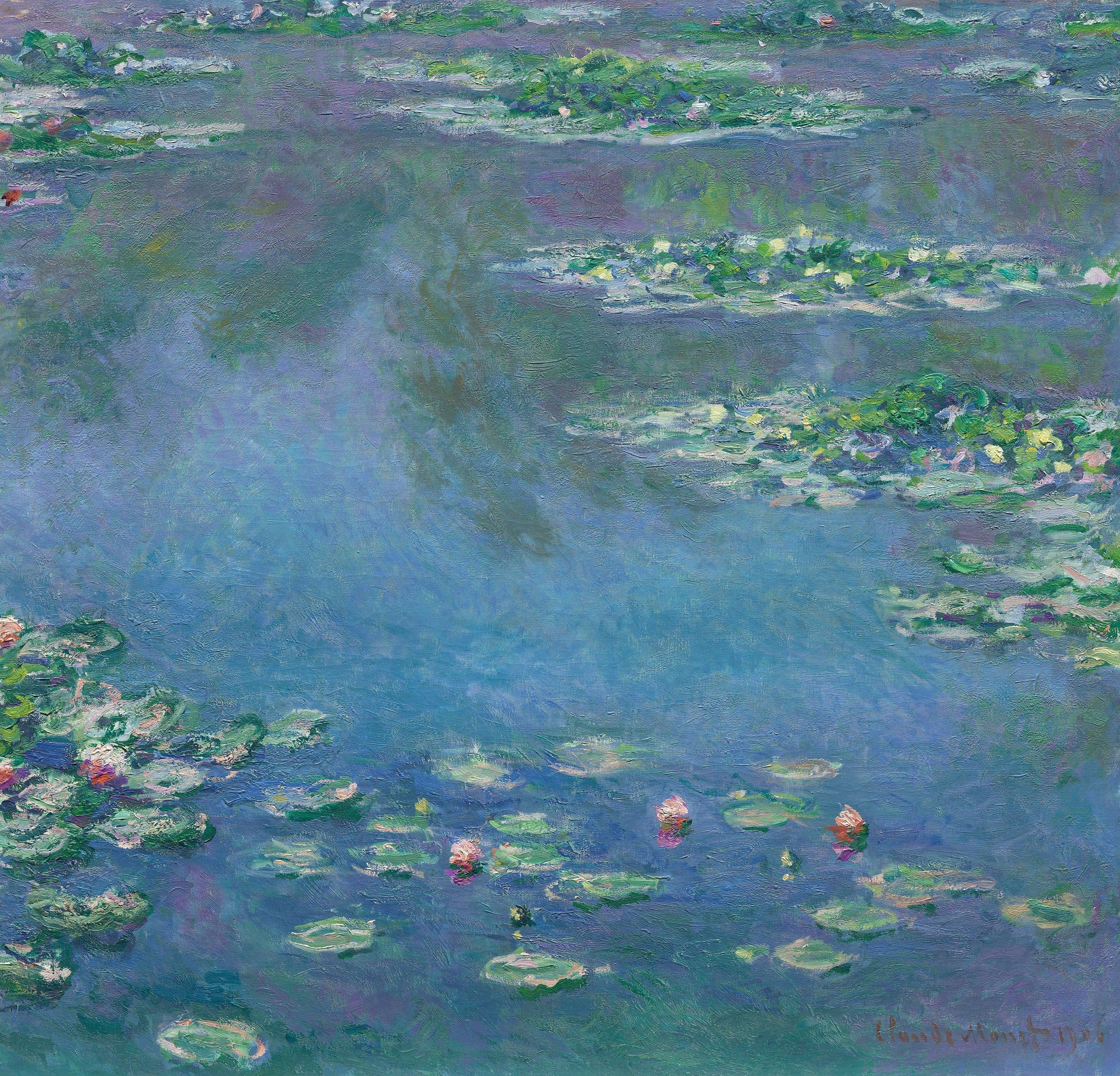
Claude Monet, 1906
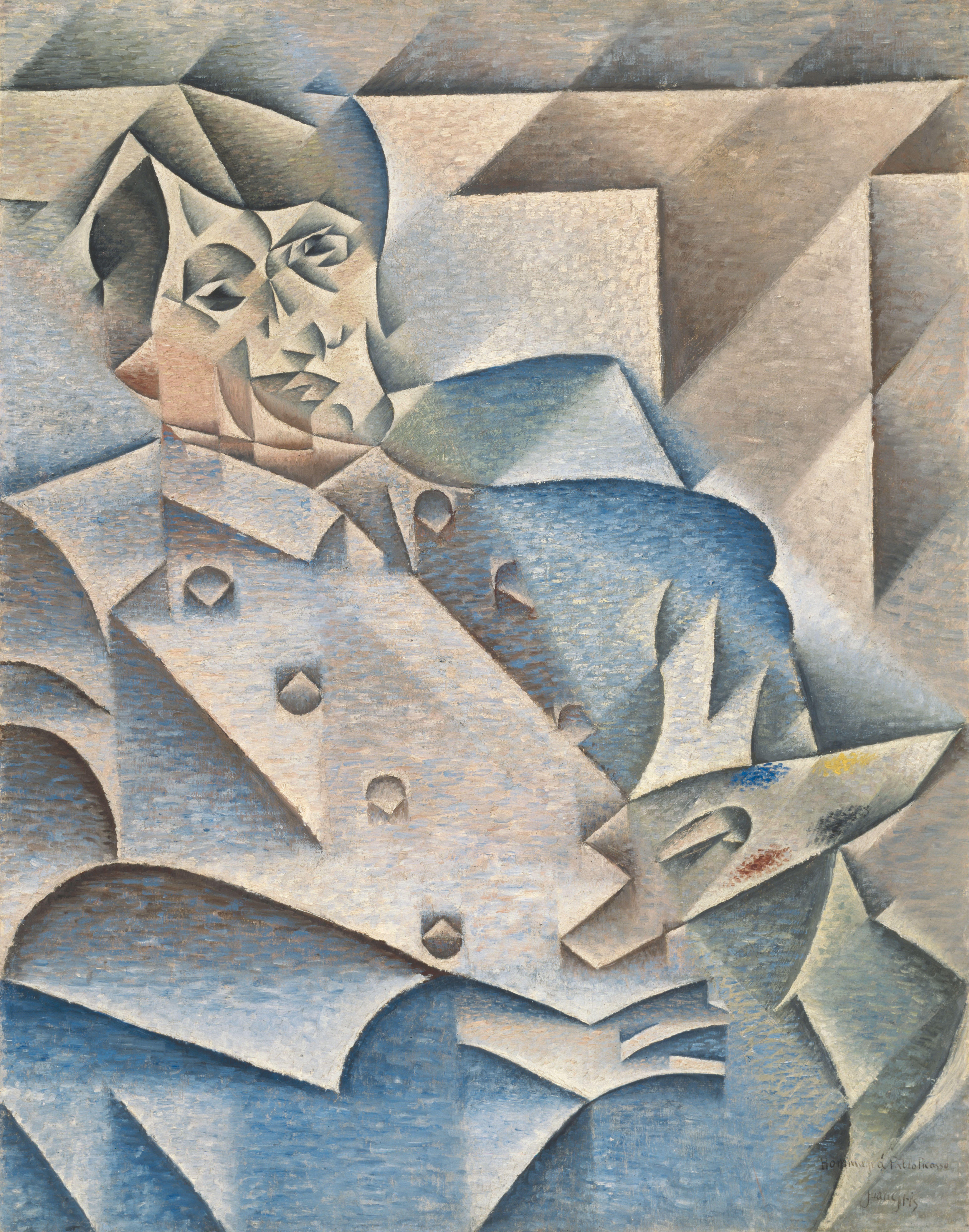
Juan Gris, 1912
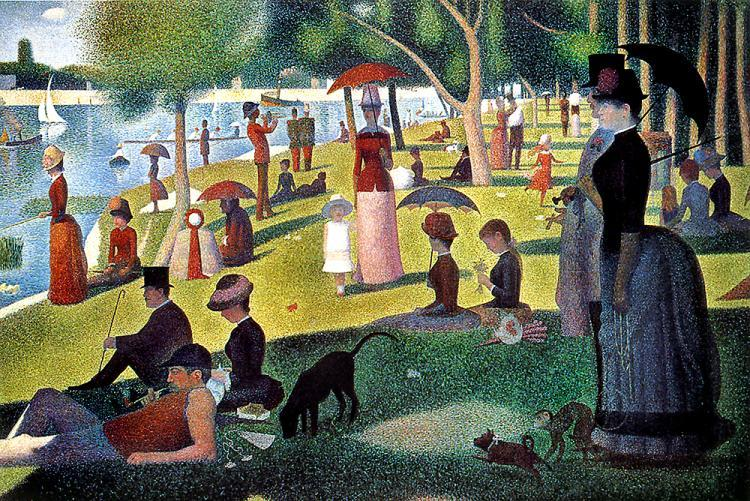
Tarde de Domingo na Ilha de Grande Jatte (1884 – 1886), de Georges Seurat
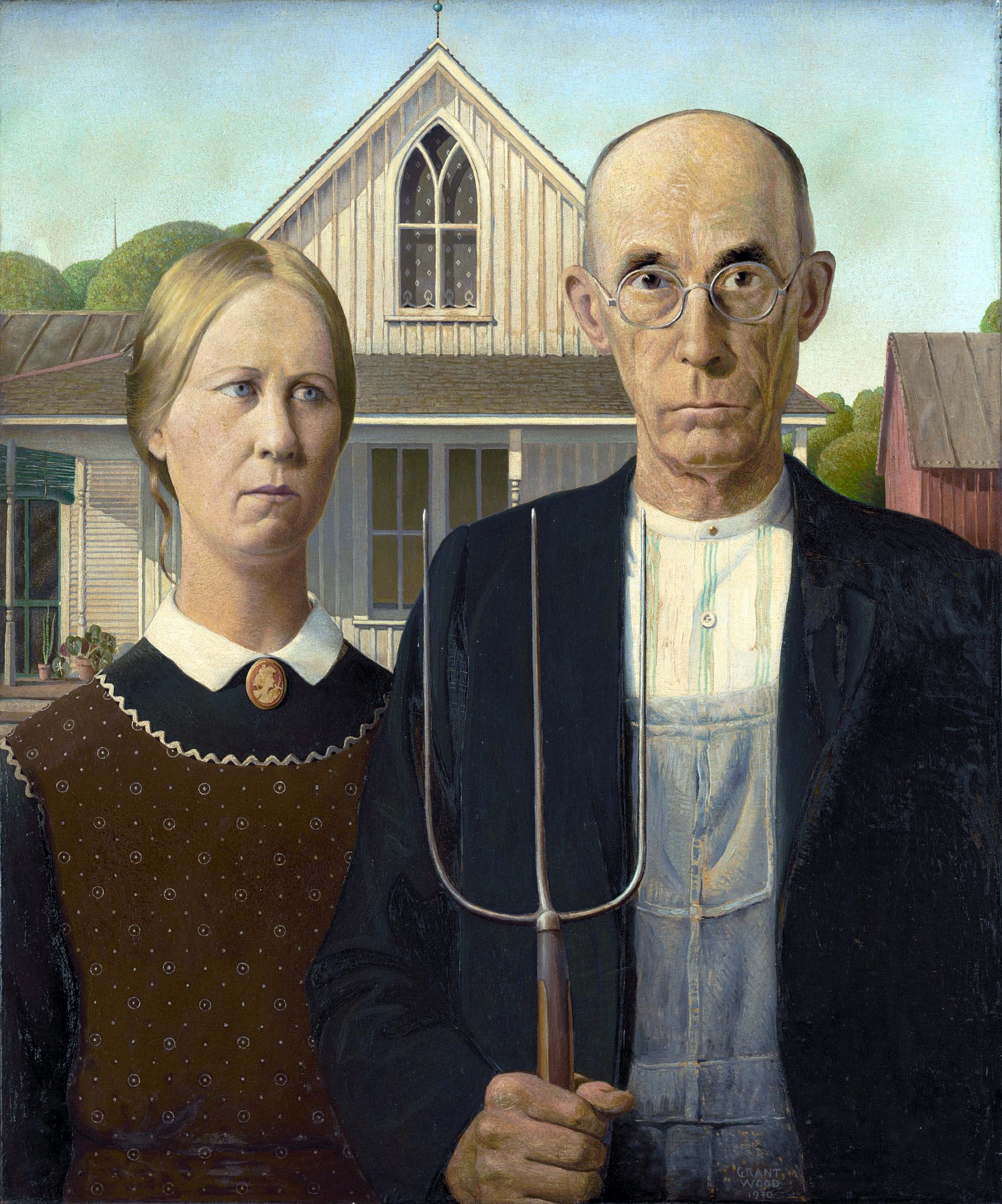
American Gothic de Grant Wood, 1930

## Governança

### Público
Em 2009, os visitantes do Instituto de Arte de Chicago chegaram à casa dos dois milhões — um aumento de 33% comparado a 2008 -- com a adição de um montante total de aproximadamente 100.000 membros do museu. Apesar de um aumento de 25% nas taxas de admissão no museu, o Modern Wing foi um dos principais catalisadores para o aumento do tráfego de visitantes. 

### Finanças
A partir de 2011, o Instituto de Arte continua a resgatar sua doação de US$ 783 milhões desde a recessão. Em junho de 2008, sua doação foi de US$ 827 milhões. A partir de 2012, o museu é classificado como A1 pela Moody's, seu quinto grau mais alto, em parte refletindo os passivos de pensão e aposentadoria do museu; a agência de classificação Standard & Poor's avalia o museu A +, o quinto melhor. Em outubro de 2012, o Instituto vendeu cerca de US$ 100 milhões de títulos tributáveis e isentos de impostos parcialmente para reforçar as obrigações de pensão não financiadas.
A extensão de US$ 294 milhões em 2009 foi o cume de uma bem sucedida campanha de angariação de fundos de US$ 385 milhões - cerca de US$ 300 milhões para projeto e construção e US$ 85 milhões para a doação. Cerca de US$ 370 milhões foram gerados principalmente por clientes privados em Chicago. Em 2011, o Instituto de Arte de Chicago recebeu um presente financeiro de US$ 10 milhões da Fundação da Família Jaharis para renovar e expandir galerias dedicadas às artes grega, romana e bizantina, bem como para apoiar aquisições e exposições especiais dessas vertentes de arte.

### Aquisições e Cessões
Em 1990, o Instituto vendeu onze obras em leilão, incluindo pinturas de Claude Monet, Pablo Picasso, Amedeo Modigliani, Maurice Utrillo e Edgar Degas, para aumentar o preço de compra de US$ 12 milhões de uma escultura de bronze, a Golden Bird, de Constantin Brâncuşi. Na época, a escultura era propriedade do Arts Club of Chicago, que estava vendendo para comprar uma nova galeria para seus outros trabalhos. Em 2005, o museu vendeu duas pinturas de Marc Chagall e Auguste Renoir na Sotheby's e, em 2011, leiloou dois Picassos ("Sur l'impériale traversant la Seine" (1901) e "Verre et pipe" (1919)), "Femme au fauteuil" de Henri Matisse (1919) e "Nature morte à la guitare" (1938) de Georges Braques) na Christie's in London.

### Diretores
- William M.R. French (1885–1914)
- Newton Carpenter (1914–1916)
- George Eggers (1918–1921)
- Robert Harshe (1921–1938)
- Daniel Catton Rich (1938–1958)
- Allen McNab (1956–1965)
- Charles Cunningham (1965–1972)
- E. Laurence Chalmers (1972–1986)
- James N. Wood (1980–2004)
- James Cuno (2004–2011)
- Douglas Druick (2011–2016)
- James Rondeau (2016– atualmente)

### Controvérsias
Em 2002, o Instituto de Arte de Chicago apresentou uma demanda que alegava fraude por uma pequena empresa de Dallas chamada Integral Investment Management, juntamente com suas respectivas partes relacionadas. O museu, que repassou US$ 43 milhões a fundos administrados pelos arguidos, afirmou que enfrentou perdas de até 90% sobre os investimentos depois de eles terem agredido.
Em 2010, ano que se seguiu à abertura de sua maciça Asa Moderna, o Instituto de Arte de Chicago processou a empresa de engenharia Ove Arup por US$ 10 milhões, legando a existência de falhas nos pisos de concreto e nos sistemas de circulação de ar. O processo foi resolvido, mas fora do tribunal. 

## Cultura Popular
O diretor de cinema americano, John Hughes, incluiu uma seqüência no Instituto de Arte de Chicago no filme de 1986 cujo nome é "Ferris Bueller's Day Off", que está em Chicago. Hughes visitou o Instituto como um "refúgio" no ensino médio e seu comentário sobre a seqüência foi usado como ponto de referência pela jornalista Hadley Freeman em uma discussão dos candidatos primários presidenciais republicanos em 2011.